# Avrămeni
Avrămeni es una comuna y pueblo de Rumania ubicada en el distrito de Botoșani.
Según el censo de 2011, tiene 3751 habitantes, mientras que en el censo de 2002 tenía 3873 habitantes. La mayoría de la población es de etnia rumana (96,96 %).
La mayoría de los habitantes son cristianos de la Iglesia Ortodoxa Rumana (91,17 %), con una minoría de pentecostales (5,25 %).
En la comuna existen siete pueblos (población en 2011):
- Avrămeni (pueblo), 1406 habitantes;
- Aurel Vlaicu, 606 habitantes;
- Dimitrie Cantemir, 191 habitantes;
- Ichimeni, 156 habitantes;
- Panaitoaia, 181 habitantes;
- Timuș, 400 habitantes;
- Tudor Vladimirescu, 811 habitantes.

El pueblo se ubica en el cruce de las carreteras 29 y 294A, unos 40 km al noreste de Botoșani.